# Bioče
Bioče är en ort i Montenegro. Den ligger i den centrala delen av landet, 11 km nordost om huvudstaden Podgorica. Bioče ligger 76 meter över havet och antalet invånare är 255.
Terrängen runt Bioče är kuperad åt sydväst, men åt nordost är den bergig. Bioče ligger nere i en dal. Runt Bioče är det ganska glesbefolkat, med 48 invånare per kvadratkilometer. Närmaste större samhälle är Podgorica, 10,7 km sydväst om Bioče. Omgivningarna runt Bioče är en mosaik av jordbruksmark och naturlig växtlighet.